# Манагуа (футбольный клуб)
«Манагуа» — никарагуанский футбольный клуб из одноимённого города, в настоящий момент выступает в Примере Никарагуа, сильнейшем дивизионе страны.

## История
Клуб был основан в 2006 году. В высший дивизион вышел впервые в своей истории в 2010 году после победы над «Депортиво Америка» в двухматчевом финале сегунды.
В своём первом сезоне в высшей лиге столичный клуб выступил довольно успешно, получив право сыграть в полуфинале. С тех пор команда регулярно попадает в плей-офф.
В 2018 году клуб провёл свой самый успешный период в своей истории под руководством никарагуанского тренера Эмилио Абурто. Впервые в истории львы выиграли чемпионат (Апертура 2018). «Манагуа» одержал победу со счетом 1–0 в двухматчевом финале против достаточно сильного «Реал Эстели», Лукаш дос Сантуш стал автором единственного забитого мяча.

## Достижения
- Чемпионат Никарагуа по футболу:
  -  Чемпион (1): Апертура 2018
  -  Вице-чемпион (3): Апертура 2017, Апертура 2019, Классура 2020,